# Gloverville
Gloverville és una concentració de població designada pel cens dels Estats Units a l'estat de Carolina del Sud. Segons el cens del 2000 tenia 2.805 habitants.

## Demografia
Segons el cens del 2000, Gloverville tenia 2.805 habitants, 1.142 habitatges i 771 famílies. La densitat de població era de 309,4 habitants/km².
Dels 1.142 habitatges en un 31,9% hi vivien nens de menys de 18 anys, en un 46,8% hi vivien parelles casades, en un 16,4% dones solteres, i en un 32,4% no eren unitats familiars. En el 28,2% dels habitatges hi vivien persones soles el 10,6% de les quals corresponia a persones de 65 anys o més que vivien soles. El nombre mitjà de persones vivint en cada habitatge era de 2,45 i el nombre mitjà de persones que vivien en cada família era de 2,99.
Per edats la població es repartia de la següent manera: un 26,9% tenia menys de 18 anys, un 10,2% entre 18 i 24, un 28,4% entre 25 i 44, un 23,4% de 45 a 60 i un 11,1% 65 anys o més.
L'edat mediana era de 34 anys. Per cada 100 dones de 18 o més anys hi havia 90,4 homes.
La renda mediana per habitatge era de 24.679 $ i la renda mediana per família de 31.719 $. Els homes tenien una renda mediana de 29.088 $ mentre que les dones 18.143 $. La renda per capita de la població era de 13.314 $. Entorn del 18% de les famílies i el 22,5% de la població estaven per davall del llindar de pobresa.

## Poblacions més properes
El següent diagrama mostra les poblacions més properes.